# Koksaki virusi
Koksaki virusi su virusi iz familije Picornaviridae, a pripadaju rodu enterovirusa. Pripadaju IV grupi virusa. To su RNK virusi, što znači da u genomu imaju jednolančanu, linearnu RNK. veličina im je veoma mala, svega 20-30nm. Postoje koksaki A (23 serotipova) i B (6 serotipova) virusi. Ovi virusi se mogu svrstati u grupu opasnih, jer pod izvesnim okolnostima mogu dovesti i do smrti.

## Istorijat
Koksaki virusi su dobili naziv po mestu Koksaki (engl. Coxsackie) u državi Njujork (SAD) gde su 1948. godine izolovana dva soja iz stolice dva dečaka obolela od paralitičkog poliomijelitisa. Kasnije su otkriveni i drugi sojevi virusa u raznim delovima sveta. Ruski biolog Dmitrij Josifovič Ivanovski je prvi otkrio postojanje virusa.

## Način prenošenja
Rezervoar infekcije je čovek, najčešće sa asimptomatskom infekcijom, a izvor zaraze su sekret iz ždrela i stolica. Infekcija se ne prenosi kontaktom, već fekooralnim putem. Ima ih u otpadnim vodama i bazenima. Mogu dugo da se održe u otpadnim vodama jer su veoma otporni i tako kruže u životnoj sredini ljudi. Muve su čest mehanički prenosilac virusa. Infekcije koksaki virusima se najčešće javljaju u toplim mesecima, bilo da se radi o letu ili jeseni, a češće su u klimatski toplijim regionima i u sredinama s lošijim higijenskim uslovima.

## Patološki (medicinski) značaj
Najčešće izazivaju: miokarditis, perikarditis, meningitis, herpanginu i respiratorne infekcije.
- Miokarditis (zapaljenje srčanog mišića) najčešće postoje simptomi respiratorne infekcije koji su prethodili srčanoj simptomatologiji: temperatura, malaksalost, brzo zamaranje, otežano disanje, gušenje, nadražajni kašalj, lupanje srca, bol u grudima, kolapsna stanja i gubitak svesti. Kliničkim pregledom može se naći cijanoza perifernog tipa (modre usne, vrh nosa, jagodice lica, uši, vrhovi prstiju), ubrzan rad srca, poremećaji srčanog ritma, oslabljeni tonovi, snižen krvni pritisak. Navedeni simptomi i znaci mogu biti prisutni u manjem ili većem broju - što zavisi od težine miokarditisa i stepena hemodinamskih poremećaja, ali su oni nespecifični i da se zbog toga miokarditis i naziva „bolest sa 10 lica“. Prisustvo antitela na koksaki viruse u organizmu ne znači istovremeno postojanje bolesti, to jest miokarditisa. Ovaj virus može da napravi veća oštećenja samo ukoliko se ne otkrije na vreme i ne tretira adekvatno.[2]
- Eksudativni perikarditis (zapaljenje srčane kese) - perikardni izliv može da nastane kao odgovor na oštećenje perikarda i može biti serozan, bistar, gnojav, hemoragičan (prisustvo krvi u izlivu) i hilozan. Manji izlivi su asimptomatski ali kod većih se bolesnik žali na konstantan bol ili pritisak u grudima, otežano disanje, otežano gutanje, kašalj, štucanje i promuklost.[2]
- Herpanginovu anginu uzrokuju različiti tipovi koksaki virusa A. Počinje iznenada visokom temperaturom, opštim bolovima, gušoboljom, pojačanom sekrecijom pljuvačke. Na krajnicima, nepčanim lucima, ždrelu i resici stvaraju se male vezikule (plikovi) koje ubrzo postaju plitke ulceracije. Tegobe traju od jednog do četiri dana i prolaze bez komplikacija.[2]
- Meningitis - inkubacija traje 3-5 dana, premeningealna faza traje do jednog dana kada su prisutni slabost, pospanost, nelagodnost i anoreksija sa mogućim prolivom i gušoboljom. Nakon toga se javlja povišena temperatura, glavobolja, povraćanje i bol u trbuhu. Sledi meningealna faza - predstavlja skup manifestacija koje nastaju kao posledica povećanog intrakranijalnog pritiska. Najvažniji znaci su glavobolja, povraćanje, kod odojčadi napetost fontanela, meningealni znaci-odbrambeni refleks koji ukazuje na povećan tonus vratnih i leđnih mišića (ukočen vrat, znak Kerninga, znaci Brudžinskog i Vujićev znak), znaci pojačanog senzibiliteta (obolelom smeta svetlost, buka, čak i svaki šum), neurovegetativni poremećaji - bradikardija (usporen rad srca), opstipacija (zatvor) i poremećaj svesti. Nakon 3-5 dana svi simptomi nestaju i bolesnik se brzo oporavlja.[2]

## Dijagnoza
Virus se izoluje iz brisa grla, nazofaringealnog sekreta, sadržaja vezikula, stolice, likvora, krvi. Od seroloških testova za detekciju antitela u serumu koriste se ELISA, RIH, RVK, imunflorescencija.

## Lečenje
Nema specifičnog lečenja. Tretman se obično sastoji u ublažavanju simptoma. Bolesnik mora da se puno odmara i pije mnogo tečnosti, unosi što više vitamina, a po potrebi se mogu uzeti sredstva za snižavanje temperature i ublažavanje bolova (glavobolje). Moguća je i primena kortikosteroida.

## Literatura
1. 1 2  „Revija D: „Tihi ubica srca vreba s prljavih ruku“”. Архивирано из оригинала 09. 10. 2008. г. Приступљено 29. 07. 2008.
2. 1 2 3 4 5 6 7  „Stetoskop info: ”. Архивирано из оригинала 07. 10. 2008. г. Приступљено 28. 07. 2008.